# Thibodaux
Thibodaux (en anglais [ˈtɪbədoʊ]) est une ville de l'État américain de Louisiane, située dans la paroisse de La Fourche, dont elle est le siège. Sa population s’élevait à 14 566 habitants lors du recensement de 2010, estimée à 14 713 habitants en 2017.

## Histoire
Une colonie d'habitations s'établit sur le site de la ville de Thibodaux au XVIIIe siècle. La ville est fondée en 1830 sous le nom de Thibodauxville, en l'honneur du propriétaire de plantation Henry S. Thibodaux, gouverneur intérimaire de Louisiane en 1824. Le nom de la ville est changé pour celui de Thibodeaux en 1838. La graphie actuelle, Thibodaux, est adoptée en 1918.

## Géographie
La ville est située dans le sud-est de la Louisiane, à 75 km au sud-ouest de La Nouvelle-Orléans. Le bayou Terrebonne y prend sa source à la hauteur du Bourgeois Meat Market situé dans la partie sud de la ville.

## Politique et administration

### Administration municipale
La ville est administrée par un maire et un conseil de cinq membres, élus pour un mandat de quatre ans. Tommy Eschete est maire depuis 2010.

### Jumelage
- Loudun (France), dans le département de la Vienne, depuis 1978.

## Démographie

### Religions

#### Culte catholique
La ville fait partie du diocèse de Houma-Thibodaux, créé en 1977.

## Personnalités liées à la ville
- Francis T. Nicholls (1834-1912), gouverneur de la Louisiane pendant deux mandats.
- Mary Gauthier (née en 1962), chanteuse folk.
- Alan Faneca (né en 1976), joueur de football américain.
- Ronald Dominique (né en 1964), tueur en série.
- Chloe Bridges née le 27 décembre 1991, actrice, chanteuse